# Luleå stadshotell
Luleå Stadshotell, officiellt Elite Stadshotellet Luleå, är ett stadshotell i centrala Luleå som ursprungligen uppfördes som kombinerat stadshus och hotell efter ritningar av Fredrik Olaus Lindström  och Karl August Smith och invigdes 1903.  
Hotellet fick en för tiden mycket påkostad fasad i fransk nyrenässans i tegel och skulpterade stendekorationer, liknande Bünsowska huset i Stockholm. En brand 1959 totalförstörde hotellets övre våningar, och dagens fasad är således en kraftigt stympad version av den ursprungliga. Om-, på- och tillbyggnaden efter branden ritades av dåvarande stadsarkitekten John Berglund. Hotellets magnifika festivitetssal med rika stuckdekorationer är än idag en av stadens viktigaste representationslokaler.

## Galleri

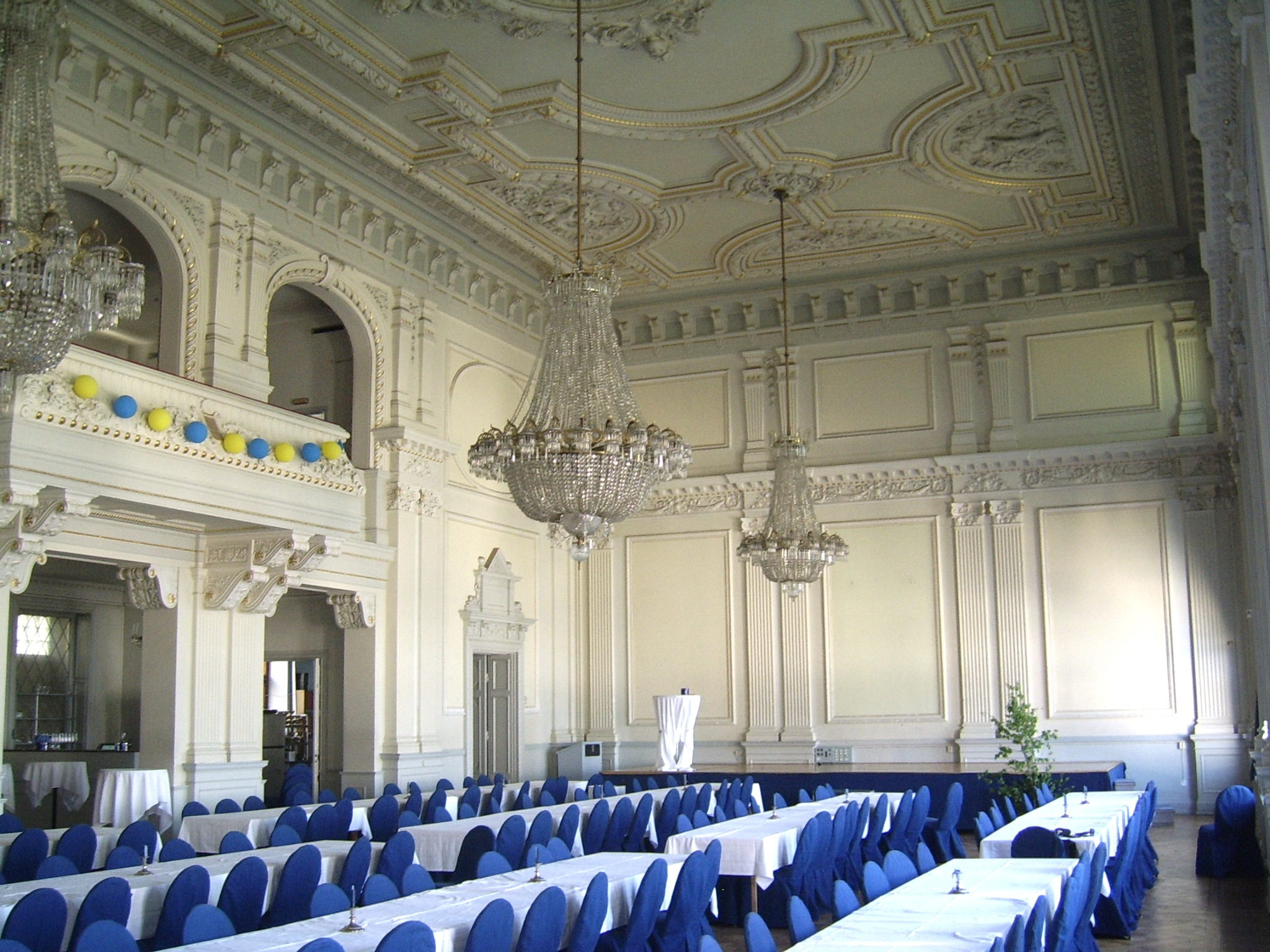
Festivitetssalen uppdukad för studentbal.
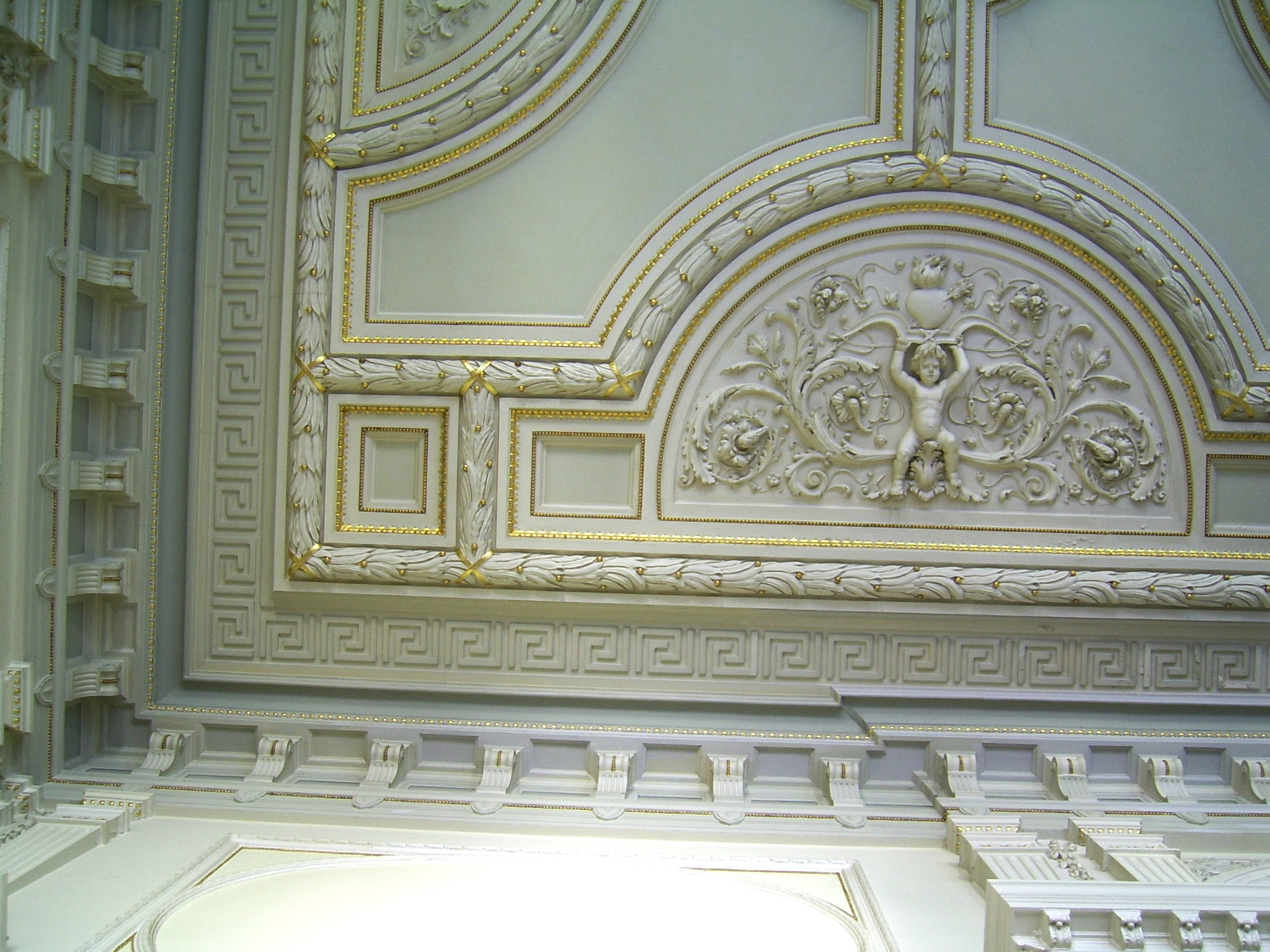
Detalj av stucktaket i festivitetssalen.
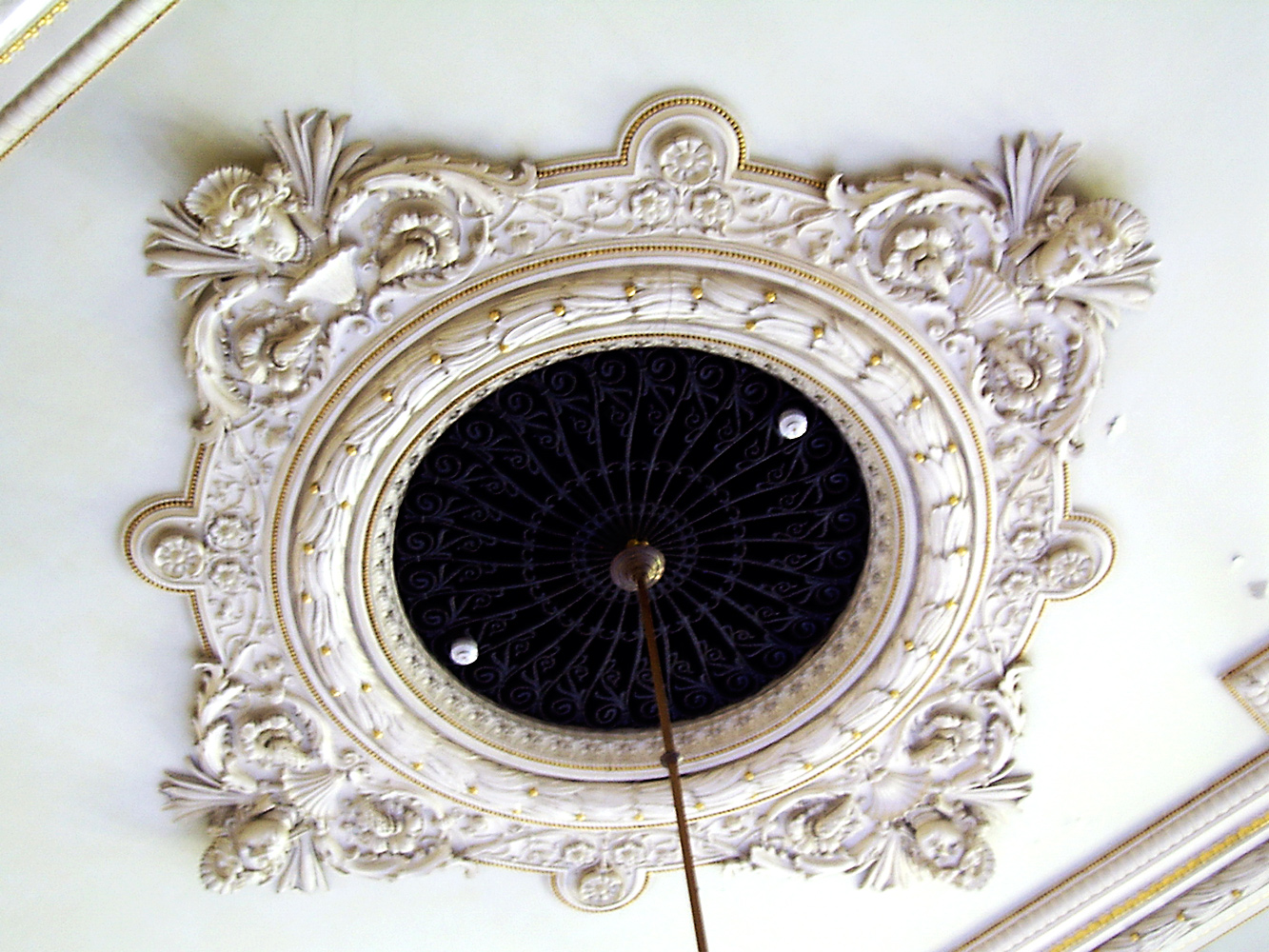
Takrosett.